# Filibus (filme)

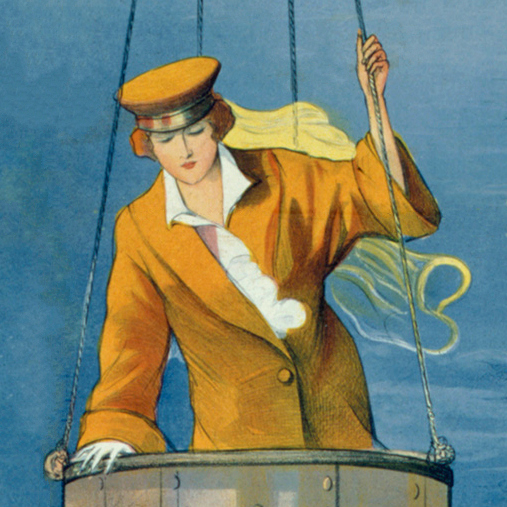
Detalhe de um dos cartazes

Filibus é um filme mudo de aventura italiano do 1915, dirigido por Mario Roncoroni e roteirizado por Giovanni Bertinetti. Valeria Creti estrela fazendo o papel de uma misteriosa pirata que faz roubos e golpes ousados com seu dirigível tecnologicamente avançado. Quando um detetive começa a persegui-la, ela começa um jogo elaborado de gato e rato com ele, usando várias identidades masculinas e femininas para seduzir a irmã do detetive e roubar um par de diamantes valiosos.
O filme foi produzido pela Corona Film, um estúdio de Turim com orçamentos relativamente baixos e elencos não conhecidos. Embora as críticas italianas na época de seu lançamento tenham sido negativas, Filibus foi bem recebido por escritores e historiadores posteriores, que destacaram o uso pioneiro da atração lésbica, a fluidez de gênero, e da ficção científica, bem como sua adaptação criativa de estilo e elementos da ficção contemporânea.

## Sinopse
A elegante Baronesa Troixmonde tem uma identidade secreta: ela é uma ladra misteriosa conhecida apenas como Filibus. Após um assalto a banco, uma grande recompensa em dinheiro é oferecida a qualquer um que consiga rastrear Filibus, e o renomado detetive Kutt-Hendy (interpretado por Giovanni Spano) se coloca no caso. A Baronesa visita o notário responsável pela recompensa em dinheiro e se insere na competição. Ao encontrar Kutt-Hendy no cartório, ela traça um plano para confundi-lo: ela diz que sabe que ele é Filibus. Saindo do escritório em seu carro com motorista, ela avista a irmã de Kutt-Hendy, Leonora (interpretada por Cristina Ruspoli). 
A Baronesa vai para uma estrada deserta, onde usa um heliógrafo para sinalizar o dirigível de Filibus. Sua equipe de silenciosos assistentes mascarados descem uma cápsula para que Filibus alcance o dirigível, vista seu uniforme e voe para a residência de Kutt-Hendy. O detetive está recebendo a visita de um amigo, o colecionador de antiguidades Leo Sandy, que é apaixonado por Leonora. Filibus, aproveitando um momento em que Kutt-Hendy está sozinho, usa a cápsula para chegar perto dele e colocá-lo para dormir com um narcótico. Ela tira uma impressão da mão de Kutt-Hendy, que ela usará para fazer uma luva com as medidas exatas. 
Disfarçada de jovem nobre, o Conde de la Brive, Filibus tanto sequestra quanto resgata Leonora, deixando uma impressão da luva nas roupas de Leonora. O agradecido Kutt-Hendy convida o nobre para ficar com eles por alguns dias, e o Conde começa a cortejar Leonora. Em uma festa na casa de Leo Sandy, os três vêem uma caixa de vidro contendo a aquisição mais importante do homem, uma antiga estátua egípcia retratando um gato com olhos de diamante de preço inestimável. Quando Sandy apaga as luzes para demonstrar o brilho dos diamantes, o Conde faz um buraco no vidro e deposita um recado anunciando que Filibus roubará a estátua naquela noite. Kutt-Hendy tenta fazer uma inspeção nos convidados, mas, para sua consternação, encontra a peça de vidro em seu próprio bolso, com impressões digitais que não combinam com nenhuma das mãos dos convidados. Em casa, ele percebe, horrorizado, que as impressões da peça de vidro e da roupa de Leonora combinam com sua própria mão. 
Determinado a prender Filibus, o detetive ajuda Sandy a colocar uma minúscula câmera em um olho da estátua e a substituir os diamantes reais pelos artificiais. Naquela noite, Filibus voa para a casa de Sandy, o sequestra, apaga Kutt-Hendy com um narcótico e pega a estátua. Percebendo o ardil, ela encontra os diamantes reais e encena o roubo para que a câmera oculta fotografe o rosto inconsciente de Kutt-Hendy ao invés do seu. 
Filibus retorna Kutt-Hendy para a casa dele, planta um dos diamantes reais em sua mesa e telefona para a polícia para alertá-los sobre o roubo e o sequestro. O detetive alega sua inocência, mas quando a polícia examina o diamante e a foto da câmera escondida, fica claro para eles que Kutt-Hendy é de fato Filibus. Kutt-Hendy teme que isso possa realmente ser o caso, com ele cometendo todos os assaltos de Filibus enquanto sonambulava . Enquanto isso, Leo Sandy escapa dos assistentes mascarados e foge do dirigível de para-quedas, e é apanhado por um carro que e levado de volta para sua casa. Ao saber da prisão de Kutt-Hendy, Sandy corre para ajudá-lo e dá sua versão do sequestro. O detetive, aliviado, é liberado e continua a perseguir o verdadeiro Filibus, cuja identidade ainda é desconhecida. 
Para chamar a atenção do criminos, ele diz à imprensa para anunciar que voltou para sua casa. Filibus decide usar o narcótico para acusá-lo de outro crime, um assalto ao Banco Internacional. Desta vez, Kutt-Hendy está preparado e apreende Filibus quando ela tenta lhe dar o narcótico. Ele desmascara Filibus e a reconhece como o Conde de la Brive. Ele a amarra, a tranca em seu escritório e vai buscar a polícia. No momento em que ele volta com policiais, Filibus havia conseguido se aproximar de uma janela, sinalizar o dirigível dela e fugir para o céu. Alguns dias depois, Sandy pede Leonora em casamento e é aceito. Assim que Kutt-Hendy os parabeniza, uma carta cai do céu - uma carta de Filibus, dizendo que eles se encontrarão novamente. Entre as nuvens, a Baronesa Troixmonde, o misterioso pirata do céu Filibus, ri enquanto admira seu saque do Banco Internacional.

## Elenco
- Valeria Creti
- Giovanni Spano
- Cristina Ruspoli
- Mario Mariani
- Filippo Vallino